# Sturminfanteriegeschütz 33B
Lo Sturminfanteriegeschütz 33B, denominazione abbreviata in StuIG 33B, è stato un cannone d'assalto tedesco impiegato durante la seconda guerra mondiale. Derivava dal cannone d'assalto Sturmgeschütz III che, nel corso del conflitto, stava evolvendosi in un veicolo cacciacarri ed era stato armato con un obice da 150 mm in una casamatta quadrangolare pesantemente corazzata, allo scopo di appoggiare da vicino le operazioni dei reparti di fanteria. Si dimostrò un veicolo elefantiaco e tendente a guastarsi a causa dell'affrettato concepimento; in battaglia dette però prova di utilità e, quindi, il concetto di cannone d'assalto fu ulteriormente raffinato dall'Esercito tedesco che mise da parte lo StuIG 33B non appena dispose di veicoli più bilanciati e meglio progettati.

## Storia

### Sviluppo
Il nuovo concetto di Blitzkrieg e la conseguente, necessaria motorizzazione delle grandi unità avevano portato la Germania nazista a ricercare delle soluzioni economiche al problema del traino delle artiglierie, in specie di quelle dedicate all'appoggio ravvicinato delle truppe. Il rimedio a tale mancanza di mobilità fu di montare su scafi di carri armati i pezzi, altrimenti ippotrainati o rimorchiati: ne nacquero alcuni mezzi piuttosto improvvisati, come lo Sturmpanzer I, ma efficienti in combattimento. Il procedere della guerra evidenziò comunque il bisogno di veicoli meglio corazzati poiché i cannoni d'assalto, dovendo stare in prima linea appresso la fanteria, s'imbattevano sempre più spesso in blindati avversari oppure dovevano combattere in ambiente urbano, dove la sovrastruttura a scatola aperta sul cielo e nella parte posteriore costituiva un fattore di grande vulnerabilità. Nel luglio 1941 lo Heereswaffenamt decise di sfruttare lo scafo del Panzer III come piattaforma semovente per l'obice sIG 33 da 150 mm: il progetto fu affidato alla Alkett che mise allo studio un corazzato d'appoggio sulla base dello scafo dello StuG III Ausf. B, cannone d'assalto derivato dal Panzer III. che andava specializzandosi nella lotta anticarro. Fu, pertanto, deciso di sostituirlo completamente nel ruolo di appoggio alla fanteria con il nuovo corazzato.

### Produzione
I semoventi furono costruiti esclusivamente dalla Alkett: un primo lotto di dodici esemplari fu fabbricato nel dicembre 1941 utilizzando lo scafo dello StuG III Ausf. E; un secondo ordine sempre di dodici unità fu completato nel mese di ottobre 1942, adoperando però il telaio dello StuG III Ausf. F/8. La numerazione degli scafi era compresa tra 90101 e 91400.

### Impiego operativo
Gli StuIG 33B del primo lotto furono distribuiti allo Sturmgeschütz-Abteilung 177 e allo Sturmgeschütz-Abteilung 244 ("battaglione cannoni d'assalto") che furono coinvolti nei feroci combattimenti nella città di Stalingrado: nessun mezzo sopravvisse alla battaglia, sia perché distrutto o caduto in mano ai sovietici. Quattro membri del 244º Battaglione ricevettero ciascuno la Croce di Cavaliere per le azioni condotte nel corso della battaglia. Il sergente Josef Galler ebbe la decorazione il 15 gennaio 1943, i due sergenti capo Karl Pfreudtner e Eduard Müller-Reinders ne furono insigniti rispettivamente il 10 settembre 1942 e il 25 gennaio 1943; lo stesso giorno fu decorato il maggiore Paul Josef Max Franziskus Gloger, comandante del reparto.
Gli altri dodici esemplari servirono nella Sturm-Infanteriegeschütz-Batterie in forza al Lehr-Battalion XVII (un'unità d'addestramento) e successivamente furono tutti consegnati alla 23. Panzer-Division che li utilizzò nel corso della fallimentare operazione Tempesta Invernale; li mantenne nei propri ranghi anche dopo la distruzione finale della 6. Armee nel febbraio 1943. Gli ultimi cinque StuIG, dispiegati sempre sul fronte orientale, furono visti l'ultima volta nel settembre 1944 ma non si sa cosa accadde loro in seguito.
Nel complesso lo StuIG 33B si rivelò un fallimento: l'eccessiva mole metteva sotto sforzo telaio, trasmissione e motore, che consumava di conseguenza copiose quantità di carburante. Il mezzo venne dunque accantonato in favore di progetti più promettenti, come quello dello Sturmpanzer IV.

## Caratteristiche
Il telaio utilizzato per la costruzione del prototipo fu lasciato intatto nei suoi organi meccanici. Lo scafo poggiava su sei doppie ruote gommate, ognuna con proprie sospensioni a barre di torsione; la doppia ruota motrice era anteriore, con una corona a ventuno denti; posteriormente si trovava quella doppia di rinvio, addetta anche al controllo della tensionatura dei cingoli. Larghi 400 mm, erano costituiti da 93 maglie con guida a dente centrale, sostenuti nella corsa superiore da tre doppi rulli. Due ammortizzatori equipaggiavano la prima e l'ultima ruote portanti. Il motore nel vano posteriore era rimasto il Maybach HL 120 TRM erogante 300 hp a 3 000 giri al minuto: la trasmissione ZF SSG 77 Aphon era sincronizzata con un cambio a sei marce avanti e una retromarcia. Il serbatoio aveva una capienza massima di più di 300 litri, ma la voracità dell'apparato motore (291 litri su strada) unita al peso di 21 tonnellate limitavano l'autonomia massima a poco più di 100 chilometri. Nello scafo e dentro la sovrastruttura trovavano posto i 5 membri dell'equipaggio: il pilota, seduto avanti a sinistra, si avvaleva del sistema Daimler-Benz/Wilson a frizione e freni idraulici adoperati di concerto con due leve direzionali per ottenere una sterzata del veicolo. Alla sua destra era posizionato un mitragliere, i serventi rimanevano dietro l'obice con il comandante, il quale poteva usufruire di una cupola di semplice fattura. Le comunicazioni con mezzi amici o con il comando erano possibili grazie a una radio FuG Spr d con raggio utile di 3 chilometri a veicolo fermo; era dotata di un'antenna a stilo alta circa 2 metri.

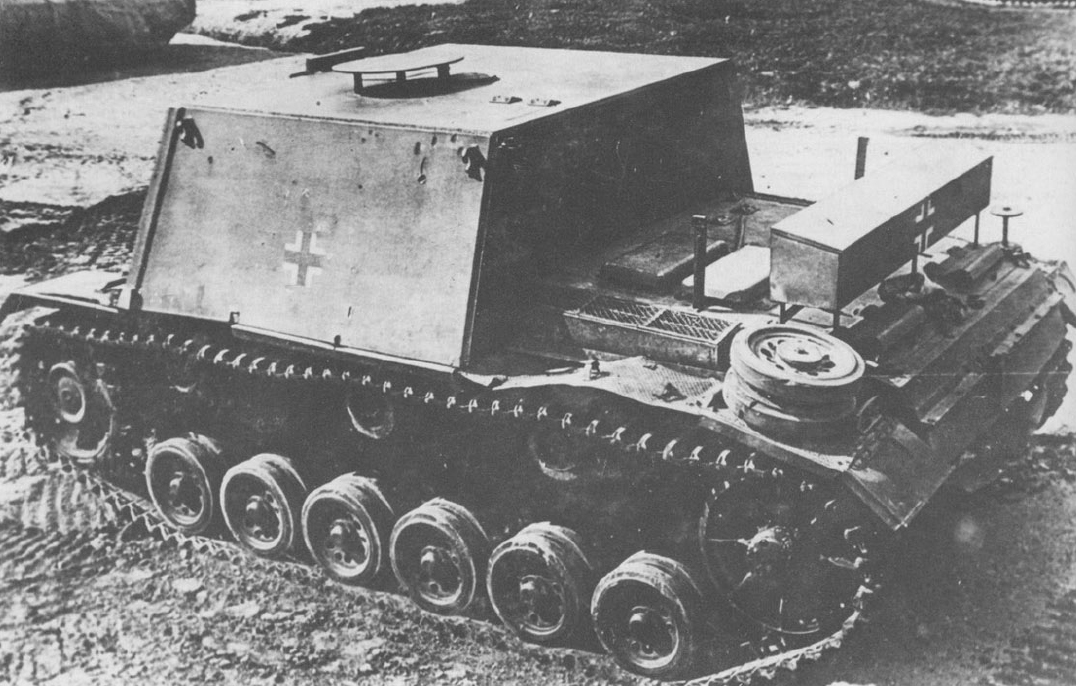
Uno StuIG 33B catturato dall'Armata Rossa durante la battaglia di Stalingrado

La corazzatura spessa 50 mm sull'estrema prua dello scafo era stata portata a 80 mm inchiavardando una piastra da 30 mm, mentre sul resto del frontale (inclinata di 12° rispetto alla verticale) rimase dello spessore originale. Lati e retro dello scafo erano protetti da corazzature spesse 50 mm e 30 mm, inclinati a 10°. La squadrata sovrastruttura era per la prima volta completamente chiusa al fine minimizzare le conseguenze di attacchi a sorpresa o imboscate, frequenti in ambiente urbano; aveva lastre corazzate anteriori spesse 80 mm (10°), laterali da 50 mm (25°) e posteriori da 15 mm verticali (secondo un'altra fonte 30 mm). Un punto debole era rappresentato dal mantelletto protettivo dell'obice, spesso solo 30 mm e con inclinazione uguale a quella della casamatta anteriore. La casamatta alloggiava un obice sIG 33 da 150 mm lungo appena 11,4 calibri (L/11,4), la cui la canna sporgeva oltre il bordo anteriore dello scafo per 78 cm. Era brandeggiato manualmente e copriva un settore di arco di appena 3° a sinistra e a destra, imponendo di far ruotare l'intero veicolo per puntare o cambiare bersaglio. L'alzo era compreso tra + 25° e - 3°. Le munizioni utilizzate erano granate ad alto esplosivo dal peso di 38 chili ciascuna; raggiungevano una velocità iniziale di 240 m/s e una gittata massima di 4 700 metri circa. Esisteva anche un modello di proiettile anticarro a carica cava (Gr 39 H1/A) per tutelarsi contro possibili incontri con altri mezzi corazzati: pesante 25 chili, raggiungeva la velocità iniziale di 280 m/s e da 500 metri penetrava una piastra spessa 178 mm inclinata a 30°. Comunque si potevano caricare solo 30 degli ingombranti proietti, stante anche il limitato spazio nella casamatta. A destra dell'obice fu installato un supporto blindosferico da 80 mm di spessore per una mitragliatrice MG 34 da 7,92 mm, il cui puntamento era indipendente da quello del pezzo; le cartucce trasportate erano 600.
A causa del peso aggiuntivo dovuto alle importanti corazzature e al grosso armamento lo StuIG 33B era poco agile, poco manovrabile e la velocità massima di 20 km/h era raggiungibile solo su strada; la marcia su terreni sconnessi, innevati o fangosi era pertanto estremamente difficile. Cionondimeno lo StuIG possedeva una buona mobilità: aveva una capacità di guado di quasi 1 metro, le trincee larghe fino a 2,30 metri non lo fermavano e riusciva a sormontare ostacoli alti fino a 0,60 metri. La luce libera arrivava a 39 centimetri e il raggio di sterzata era piuttosto ampio, 5,85 metri.